# Université de Dosso
L’université de Dosso, ou UDO, est une université située au Niger dans la ville de Dosso. 

## Histoire
Afin de désengorger les universités nigériennes déjà existantes, le 10 avril 2014, le conseil des ministres adopte le projet de création de quatre nouvelles universités : Agadez, Diffa, Dosso et Tillabéri. Celui-ci est voté à l’unanimité par les députés de l’Assemblée nationale. L’université a été créée par la loi n° 2014-40 du 19 août 2014.

## Spécialisation
L'université est spécialisée dans les technologies de l'information et de la communication (TIC) et doit accueillir un « Pôle Technologique pour le Développement de l'Économie Numérique» (TECHNODEN) afin de développer l'économie numérique au Niger.

## Composition et formations
À terme, l'université aura trois composantes : l'université proprement dite, un IUT et un technopôle. Elle propose déjà deux DUT, l'un en Réseaux et Télécommunications, l'autre en Métiers du Multimédia et de l'Internet.